# كلة هو (مقاطعة دورة)
كلة هو (بالفارسية: کله هو) هي قرية تقع في قسم كشكان الريفي (مقاطعة دورة) في إيران. يقدر عدد سكانها بـ 979 نسمة .